# Al-Sarkha (Bakhah)
Al-Sarkha, Bakhah hoặc Baẖҁa (tiếng Ả Rập: الصرخه hoặc tiếng Ả Rập: بخعة)  là một ngôi làng Syria thuộc quận Yabroud của tỉnh Rif Dimashq. Theo Cục Thống kê Trung ương Syria (CBS), Al-Sarkha có dân số 1.405 trong cuộc điều tra dân số năm 2004. Cư dân của nó chủ yếu là người Hồi giáo Sunni và Kitô hữu Chính thống Hy Lạp. Đây là một trong ba ngôi làng còn lại mà Tây Aramaic vẫn được nói, hai ngôi làng còn lại là Maaloula và Jubb'adin.